# Криптокорина Валкера
Криптокори́на Валкера, или Криптокорина жёлтая (лат. Cryptocoryne walkeri) — травянистое водное растение, вид рода Криптокорина семейства Ароидные (Araceae), используемое в аквариумах.

## Описание
Криптокорина жёлтая представляет собой травянистый куст без стебля с длинными листьями, собранными в розетку. Куст достигает в высоту 15—20 сантиметров. В зависимости от условий освещения листья могут името окраску от зелёной с красной продольной жилкой до полностью красной. В природе встречается на Шри-Ланке.

## Культивирование
При содержании растения в аквариуме оптимальная температура составляет 20—30 °C, при температуре ниже 20 °C рост значительно замедляется. Вода должна быть средней жёсткости (4—16 немецких градусов), нейтральной или слабощелочной (pH 6,8—7,5), однако она переносит также и кислую воду с pH ниже 6. При резком снижении pH криптокорина подвержена «криптокориновой болезни» — листья превращаются в киселеобразную массу и отмирают, однако этот вид более устойчив к ней, чем другие. Повышение pH жёсткой воды вреда растению не причиняет. Криптокорина не требовательна к условиям освещения, она переносит длительное затенение. Световой день может составлять от 8 до 16 часов. Грунт должен состоять из крупного песка или мелкой гальки с примесью глины и быть обильно заилённым. Толщина слоя грунта должна быть 4—5 сантиметров.

Как и остальные представители рода Cryptocoryne, жёлтая криптокорина — болотное растение и может культивироваться в условиях палюдариума или влажной оранжереи. При этом температура должна быть 28—30 °C. 

Как в аквариуме, так и в палюдариуме жёлтая криптокорина легко размножается корневыми отводками, молодые растения можно отделять от материнского после того, как у них образуются 3—4 листа. В палюдариуме и оранжерее криптокорина цветёт, но получить семена не удаётся.